# John Balance
John Balance, pseudonimo di Geoffrey Laurence Burton, anche noto come Geff Rushton (Mansfield, 16 febbraio 1962 – 13 novembre 2004), è stato un cantante, compositore e musicista britannico, membro fondatore del gruppo di musica elettronica/sperimentale Coil. Altri suoi pseudonimi sono Jhonn Balance, Johnn Balance e Scabmental.

## Biografia
Figlio di un agricoltore, Geoffrey Laurence Burton adottò il cognome Rushton, appartenente al patrigno, in seguito al secondo matrimonio della madre e a un ordine dell'avvocato. Frequentò la Lord Williams School, nell'Oxfordshire, dalla quale fu allontanato in seguito a una diagnosi di schizofrenia per essere ricoverato in un ospedale psichiatrico. Studiò canto e tecniche vocali con Saral Bohm, moglie del fisico David Bohm e fin dall'adolescenza si appassionò alle opere esoteriche di Aleister Crowley, mentre con lo pseudonimo di Scabmental curò una fanzine e iniziò a fare musica.
Nel 1981 abbandonò l'Università del Sussex, che frequentava da un anno, e intraprese una relazione con Peter Christopherson, già membro dei Throbbing Gristle, che aveva conosciuto poco prima del proprio diciottesimo compleanno.
Dopo essere stato membro delle band 23 Skidoo, Psychic TV, Zos Kia e Current 93 nel 1983 formò i Coil con Peter Christopherson. Collaborò inoltre con Nurse With Wound, Death In June e Thighpaulsandra, oltre ad aver prodotto alcuni remix dei Nine Inch Nails. Il gran numero di produzioni e collaborazioni lo hanno reso una delle figure più influenti dei generi musicali industrial, minimalista e neofolk.
Le maggiori fonti d'ispirazione per le opere di Balance soprattutto dalle letture esoteriche e dalle esperienze psichedeliche (ricreate per la maggior parte con l'ausilio di MDMA e LSD). Tra le maggiori influenze sono da annoverare gli scritti degli esoteristi Brion Gysin, John Dee, William Burroughs, Aleister Crowley e Angus MacLise, le opere artistiche di William Blake e Max Ernst oltre ad approfonditi studi riguardanti lo sciamanesimo, il Cristianesimo, il buddismo, il paganesimo, l'ermetismo e lo gnosticismo.
L'incontenibile vena creativa di John Balance è stata intaccata dai problemi con l'alcool di cui soffriva, e che erano considerati da lui stesso un'espressione demoniaca che ha più volte tentato di esorcizzare. All'alcool sono state attribuite sia la fine della relazione con Peter che la morte di Balance. Nel pomeriggio del 13 novembre 2004 quest'ultimo, ubriaco, cadde dal davanzale al primo piano della propria casa e poco dopo morì in ospedale per le ferite riportate.